# Justin Lo
Justin Lo (1 de julio de 1976, Nueva York, Estados Unidos), es un cantante, compositor, productor y actor de estadounidense.

## Biografía
Lo nació en el Syracuse, Nueva York, y se trasladó a Hong Kong con sus padres cuando tenía unos dos años de edad. Estudió en la escuela primaria de San Pablo y en el Colegio de St. Paul. En 1989, se trasladó a Seattle, Washington, en Estados Unidos para continuar con sus estudios. Pasó dos años en la Universidad de Washington y terminó su licenciatura en Diseño Gráfico en la Rhode Island School of Design en Providence, Rhode Island en 1999. Tras graduarse, trabajó como diseñador de páginas web de Yahoo en Sunnyvale, California.
Lo creció en el seno de una familia de músicos, donde siempre se ha desempeñado para desarrollar como un oficio importante. Su tío, Ted Lo, es un famoso arreglista musical y productor discográfico en Hong Kong. Además, compuso canciones para el Coro Infantil de Hong Kong, y que desarrolló un gran interés sobre la música en su juventud. En 1981, el compositor Joseph Koo Ka-Fai invitó a Justin y a su hermana menor, Roxane a cantar para un anuncio de la muñeca Barbie.
Debido a su verdadero interés por la música, decidió regresar a Hong Kong para continuar su carrera musical.

## Discografía
- 29 November 2005 — Justin (Debut Studio Album)
- 24 March 2006 — No Protection (Second studio album)
- 26 March 2006 — 側田 One Good Show (Concert)
- 18 April 2006 —  側田 Two Good Shows (Concert)
- 5 July 2006 — No Protection (Dual Disc Version)
- 16 March 2007 — 港樂Ⅹ側田In Love with the Philharmonic Live CD (Concert)
- April, 2007 — 港樂Ⅹ側田In Love with the Philharmonic Live CD + Karaoke DVD (Concert)
- 16 November 2007 — JTV (Third Studio Album)
- 30 September 2008 — Justin (阿田) (Fourth Studio Album)
- 5 December 2008 — Air Justin 08 Live (Concert)
- 2 March 2009 — From JUSTIN - Collection of His First 3 Years  (2CD + Karaoke DVD))
- 22 June 2010 — I Never Changed Love Addiction (我沒有變過 愛的習慣) (Fifth Studio Album)

## Filmografía
- 72 Tenants of Prosperity (2010)
- Love Connected (2009)
- Love @ First Note (2006)
- 2 Become 1 (2006)
- "The Conrad Boys" (2006)